# Мееліс Канеп
Мееліс Канеп (ест. Meelis Kanep; нар. 27 травня 1983, Виру) – естонський шахіст, гросмейстер від 2006 року.

## Шахова кар'єра
Від початку XXI століття належить до когорти провідних естонських шахістів. 2002 року завоював першу медаль (бронзову) в чемпіонатах країни. Крім того здобув у 2003 році (срібло) і у 2004, 2005, 2007 роках (три золоті). У період 2002-2010 років п'ять разів представляв Естонію на шахових олімпіадах, тоді як у 2003 і 2005 роках – на командному чемпіонаті Європи.
У 1993-2003 роках неодноразово брав участь в чемпіонатах світу і Європи серед юніорів у різних вікових категоріях, не досянувши, однак, значних результатів. 2002 року поділив 2-ге місце (позаду Дениса Євсєєва, разом з Олександром Вейнгольдом, Калле Кийком і Радеком Калодом) у Тампере. Того ж року на олімпіаді в Бледі виконав першу гросмейстерську норму (інші дві виконав у 2005 році в Таллінні, в чемпіонаті Естонії, а також на меморіалі Пауля Кереса, в обох турнірах перемігши). 2007 року досягнув чергових успіхів: посів 1-ше місце на турнірі B меморіалу Пауля Кереса в Талліні і поділив 2-ге місце (позаду Нормудса Мієзіса, разом з Євгеном Соложенкіним, Томі Нюбаком і Миколою Легким) на турнірі за швейцарською системою Heart of Finland у Ювяскулі.
Найвищий рейтинг Ело в кар'єрі мав станом на 1 листопада 2010 року, досягнувши 2537 очок займав 1-ше місце серед естонських шахістів.

## Зміни рейтингу
| На цьому місці має відображатися графік чи діаграма, однак з технічних причин його відображення наразі вимкнено. Будь ласка, не видаляйте код, який викликає це повідомлення. Розробники вже працюють для того, щоби відновити штатне функціонування цього графіка або діаграми. | |
| | На цьому місці має відображатися графік чи діаграма, однак з технічних причин його відображення наразі вимкнено. Будь ласка, не видаляйте код, який викликає це повідомлення. Розробники вже працюють для того, щоби відновити штатне функціонування цього графіка або діаграми. |